# 戒日王朝
戒日王朝（606年－647年），又稱戒日帝国，是印度歷史上一個短但重要的王朝，由戒日王曷利沙伐弹那（约590年—647年在世）建立，死后其大臣阿罗那顺篡位。曷利沙伐弹那（Harsha或Harshavardhana）是印度君主，波罗羯罗伐弹那（光增王）次子，於606年至647年統治北印度，四處征戰、勤政愛民、重賢崇法。雖遵奉佛教，但對婆羅門教並不歧視，應為笈多王朝黃金時代後最有道之君王，亦是普西亞布蒂王朝（伐彈那王朝）的一員。在戒日王朝的鼎盛時期，戒日王的帝國占据了印度北部和西北部大部分地區，向東延伸至迦摩縷波，向南延伸至纳尔默达河。並最終使坎瑙伊（現為北方邦）成為他的首都，並統治到公元647年。當曷利沙試圖將自己的帝國擴展到印度南部半島時，在納爾默達戰役（Narmada）中被印度南部的普雷基申二世阻止。
盛行的和平與繁榮使戒日王朝成為世界主義的中心，吸引了來自世界各地的學者，藝術家和宗教訪客。唐朝行僧玄奘晉見曷利沙，並為他寫了非常有利的陳述，稱讚他的正義和慷慨。梵文詩人巴納巴塔（Banabhatta）撰寫了傳記《曷利沙迦麗塔》（Harshacharita，哈沙的事蹟），描述了他的交往，提及了防禦牆，護城河和帶有兩層白色白宅邸（Dhavalagriha）的宮殿。

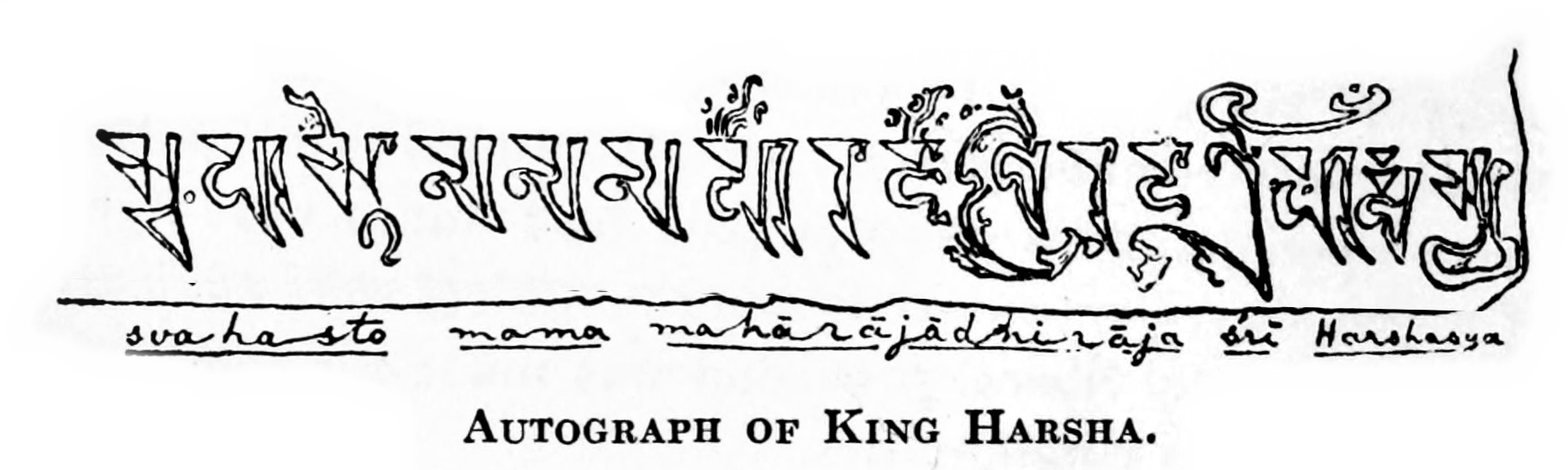

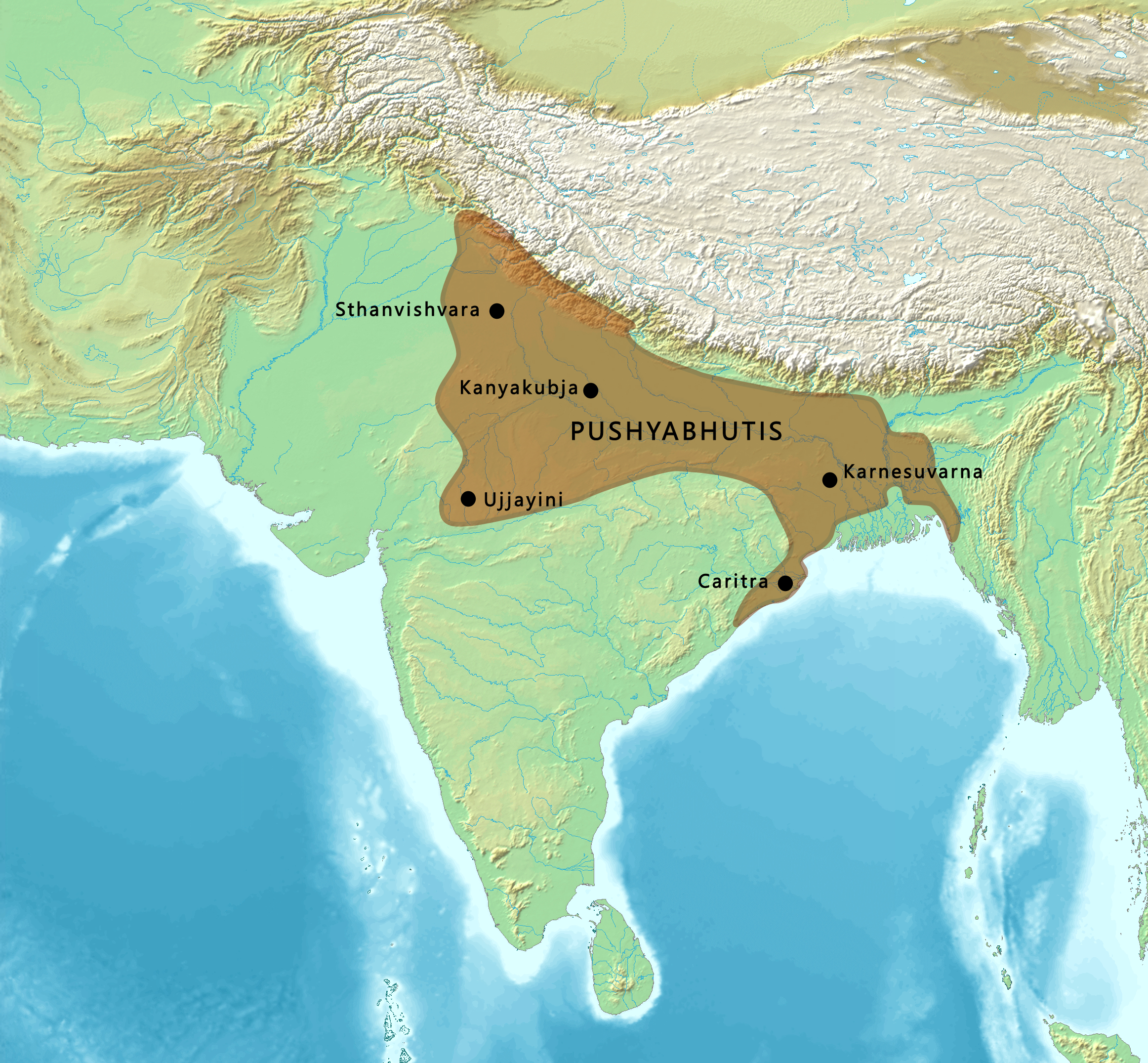
戒日王朝, 印度七世纪

## 戒日王朝

### 背景
笈多王朝被嚈噠人滅亡之後，嚈噠帝國又被薩珊波斯及突厥所滅，在六世紀末和七世紀初，北印度又呈分裂狀態，各地諸侯割據，經過一段時間後，只剩下四個較強的王國，結成兩個軍事集團，其一是坦尼沙王國（薩他泥濕伐羅國）的普西亞布蒂王朝，它於六世紀初由原笈多王朝的納羅伐彈所建，領土於閻牟那河及恆河流域，都於坦尼沙城，於光增王（586-606）統治時最強盛。另一王國是穆克里王國（羯若鞠闍國），於六世紀中葉由穆克里族伊桑那伐爾曼所建，領土於恆河中游，都於曲女城。第三個王國是高达王国（金耳國），於七世紀由笈多王朝封臣高達族設賞迦所建，領土於恆河三角洲地區，都於金耳城。第四個王國是摩臘婆王國，由笈多王朝旁支馬爾瓦的提婆笈多所建，領土於中部昌巴爾河流域。四個王國中前二者與後二者形成兩個敵對的軍事集團。

### 建立
604年，坦尼沙國王國光增王派長子王增及次子喜增攻旁遮普一帶之嚈噠人殘餘勢力，當他們得知父王病重班師回朝時，父王已經仙逝，母后也殉葬。此時，高達國王設賞伽聯合摩臘婆國王提婆笈多攻曲女城，穆克里國王伽羅訶伐摩戰敗被殺，城陷，王妃曷邏闍室利（坦尼沙公主）被提婆笈多囚於城內，聯軍亦已迫近坦尼沙城。
605年，坦尼沙國王長子王增毅然即位為王，親兵征曲女城，迎擊提婆笈多，本國由次子喜增守衛，雖然成功擊敗提婆笈多之軍隊，解放曲女城，但王增卻被設賞伽所殺，坦尼沙軍隊退回本國。606年，喜增在大臣婆尼擁護下即位，是為戒日王。即位後，立時再赴曲女城迎戰聯軍。途中與高達國北方宿敵迦摩縷波國王拘摩羅結盟，前後夾擊高達國。提婆笈多提前釋放曷邏闍室利，戒日王亦順利將聯軍逐出曲女城。
曲女城收復後，穆克里國由曷邏闍室利統治，實則形成了兩國的聯邦。六年內先後剿滅北印度諸國。612年，穆克里國的貴族和群臣請求下，戒日王繼承曲女城的王位，兩國合併形成戒日帝國，定都曲女城，北印度政治重心由華氏城西移至曲女城。

### 征討
戒日王朝建立後，戒日王繼續北伐、東征西討，又在往後數年企圖征服南印度，完成次大陸統一霸業，但受到南印度遮婁其王朝的補羅稽舍二世擊退，620-634年間，戒日王曾進軍德干，在納馬爾達河與補羅稽舍二世守軍相遇，戒日王戰敗回退北印度，南北兩王朝故以納爾馬達河為界線。
然而戒日王在東西征討方面非常成功，高達國王設賞迦以孟加拉為根據地對抗戒日王東進，637年設賞迦去世，孟加拉地區歸入戒日王統治。東北印度的迦摩縷波王國，早與戒日王結盟，並且承認戒日王在北印度的宗主權。643年，戒日王又征服康戈達地區，領土向東南發展。在西方，戒日王朝最遠及古吉扑特及信德地區，戒日王征服摩臘婆國及西北的伐臘毗國，伐臘毗國國王常叡（常軍王二世）迎娶戒日王之女，兩國結盟。在其去世的647年，人口达到2150万人。

### 衰亡
戒日王朝實施封建制度，帝國境內有三十多個封建藩國，戒日王就是聯盟的盟主。由於封建關係得到發展，各地封臣藩王不斷擴張勢力，帝國末期地方割據加劇，地方分權更為明顯。647年，戒日王去世，其臣下阿罗那顺篡位。阿羅那順扣留唐朝使團，正使王玄策出逃吐蕃，請求討伐天竺。吐蕃赞普松贊干布隨即調兵1200人，又徵調泥婆羅軍隊8000人借給王玄策，雙方發生了茶鎛和羅城之戰。王玄策將阿羅那順擊敗並將其俘虜，獻於長安。帝國遂陷入分裂，北方諸邦變成吐蕃的附屬國。

## 社會發展

### 政治發展
印度的封建制度萌芽於笈多王朝，在戒日王朝時期被充分確立。印度土地本為國有，稱「王田」，王田被劃為四個部份，一為國用，以征田賦，充作祭祀、王室花費之用，二為封建，用來封賜大臣宰相，上至大臣，下至官員幕僚皆有不等的封邑，三賞高才，給知識份子肯定，四賞異道，賞給宗教團體．以求福德，故稱福田，實際上是「教田」，由於帝王大量布施，令婆羅門教祭司、佛教寺院及印度教神廟都有大量土地，成為大土地所有者。
戒日王曾對教俗大貴族大量封賜土地，根據已發現之631年戒日王賜地銅牌記載，原本施捨出來的土地是一個婆羅門僧侶以假銅牌所佔有，這次分出來的土地由另外兩個婆羅門僧侶瓜分，敕令中又說，這次土地施捨將土地上所獲得村民的土地稅，以及可徵收收入的權利皆一併轉移，又附有傳子權，直至天長地久。這種世襲的封地制，令封建主自成一小王國，例如王舍城著名佛教中心那爛陀寺受國王欽重，佔地達百餘邑，一邑基本上就是一條村，每邑一般就是二百戶。正因如此村社農民轉化為依附農民，農民被束縛在土地上，隨著分封土地佔有權的轉移，同時轉換主人，甚至需加強繳租及賦稅，從而可得知封建經濟不在於土地的多少，而在於土地上農民的多寡。

### 種姓發展
隨著奴隸制解體及封建制形成，種姓制度也有著一定的發展，四種姓中婆羅門及剎帝利兩個高級種姓，仍然保持他們的統治階級，他們從歷代君主取得大量土地，並被土地上居民實行租稅剝削及司法審判。

### 宗教發展
戒日王本信婆羅門教的濕婆神，亦十分敬重佛教，而且容許人民擁有宗教的自由，因此當時的印度基本上保持寬容的宗教氣氛。戒日王晚年皈依了佛教，亦扶值佛教在印度繼續成長，封賞僧人土地，沿恒河兩岸建造了數以千計佛塔，而著名的爛陀寺亦因此得到了極大的發展。
在玄奘法師於公元631年來到印度學習佛法，得到了戒日王的大力支持，在公元642年於首都舉行了無遮大會，5000多位大乘小乘佛教、婆羅門教的學者參加，玄裝法師宣講的佛教教義，在場無人能反駁。其後戒日王邀請玄裝法師巡遊印度各處宣說佛法，藉此統一佛教教義， 排除紛爭。